# Estatura baja familiar
La estatura baja familiar es una condición genética común la cual se caracteriza por una altura adulta final más baja de lo promedio, usualmente debajo del tercer percentil de la edad, sexo biológico, y origen étnico del individuo afectado, la cual se puede observar siendo heredada entre varias familias. Es benigna y usualmente no esta acompañada con anormalidades óseas.

## Complicaciones
Las personas con cualquier tipo de estatura baja pueden ser víctimas de bullying y/o rechazo social, o simplemente de tener atención que puede o no ser indeseada.
Algo  muy importante de notar es que esto no siempre ocurre, y las personas que padecen de altura baja no necesariamente/obligatoriamente van a sufrir de algo como el bullying.
El bullying que sufren algunas personas suele consistir en hacerlos llamar "enanos", algo lo cual no es clínicamente correcto, ya que la estatura baja general es diferente del enanismo clínico.
Fuera de estas complicaciones sociales, generalmente no hay otras que afecten a la salud, tales como anormalidades de la edad ósea o de los huesos mismos, aunque si se puede presentar como un hallazgo de algún síndrome genético, a esto se le podría denominar estatura baja síndromica.

## Prevalencia
La prevalencia de la estatura baja familiar no es conocida con precisión, aunque se considera una condición común que no es vista entre la mayoría de las familias.
La condición es común entre personas de origen étnico Maya; entre los Mayas antiguos, la estatura común entre los hombres era de 5 pies 2 pulgadas (o 157 cm) y entre las mujeres era de 4 pies 8 pulgadas (o 142 cm), tanto es así que se les solía nombrar "los pigmeos de América Central".

## Causas
La causa de la condición esta en su nombre: la herencia familiar, más específicamente, la herencia genética autosómica dominante, aunque el/los gene(s) específico(s) no es/son conocido(s), ha habido estudios que han encontrado mutaciones en algun(os) gen(es) de algunas familias.
Un estudio hecho por
Valentina Mancioppi, Flavia Prodam, Simona Mellone, Roberta Ricotti, Enza Giglione, Nicolino Grasso, Denise Vurchio, Antonella Petri, Ivana Rabbone, Mara Giordano y Simonetta Bellone. en 2021 encontró mutaciones heterocigotas en el gen ACAN en miembros de una familia italiana con la condición.